# Read Between the Lines (álbum)
Read Between the Lines es el primer y único álbum de estudio de la banda estadounidense de rock KSM. Fue lanzado el 22 de septiembre de 2009 por Buena Vista y Walt Disney Records. La banda hizo una gira con Demi Lovato para apoyar el álbum. El disco fue producido y escrito en su mayoría por Matthew Gerrard y Robbie Nevil. En la lista de canciones se incluyó una versión de «I Want You to Want Me» de Cheap Trick, que fue utilizada para promocionar la serie de televisión 10 Things I Hate About You de la cadena ABC Family.

## Lista de canciones
Todas las canciones escritas y compuestas por Matthew Gerrard y Robbie Nevil, excepto donde se indica.. 
| N.º   | Título                      | Escritor(es)                    | Duración |  |
| 1.    | «Don't Rain on My Parade»   |                                 | 3:16     |  |
| 2.    | «Crazy Over You»            | Greg Critchley, Gerrard y Nevil | 3:18     |  |
| 3.    | «Read Between the Lines»    |                                 | 2:59     |  |
| 4.    | «Everytime You Go»          |                                 | 3:13     |  |
| 5.    | «Saturdays and Sundays»     |                                 | 2:59     |  |
| 6.    | «Permission to Party»       |                                 | 3:42     |  |
| 7.    | «Distracted»                |                                 | 3:18     |  |
| 8.    | «Unpredictable»             |                                 | 3:10     |  |
| 9.    | «Don't Come Crying to Me»   |                                 | 3:14     |  |
| 10.   | «Best Friends Forever»      |                                 | 3:39     |  |
| 11.   | «Slow Motion»               |                                 | 3:24     |  |
| 12.   | «2 Guitars Bass and a Drum» | Steve Diamond, Gerrard y Nevil  | 2:58     |  |
| 13.   | «I Want You to Want Me»     | Rick Nielsen                    | 3:22     |  |
| 42:38 |                             |                                 |          |  |

## Recepción crítica
«Read Between the Lines», la canción principal y el primer sencillo del álbum, fue nombrado iTunes Single of the Week en el momento del lanzamiento del álbum. La reseña del álbum por Billboard se refiere a la banda como una versión clasificada G de The Go-Go's pero con el mismo «aspecto individual distintivo, presencia valiente en el escenario y riffs monstruosos». La reseña llama a Avril Lavigne la «prima más cercana» de la banda, pero con más energía punk, y menciona que «el rock del acto suena más fuerte y verdadero que el de Miley Cyrus. Jason Thurston de Allmusic dice que «las cinco chicas lo logran con estilo, terminando las canciones con un brillo de pop adolescente de la década de 2000 o en ocasiones, un girl-ska-punk de los 90». Otras críticas no fueron tan favorables. Al comparar el sonido de la banda con No Doubt, la voz de la cantante principal Shelby Cobra se le cuestiona «limitada» y el «peor lado chillón de Gwen Stefani».

## Personal
Créditos tomados de Discogs
- Bajo - Sophia Melon
- Batería - Kate Cabebe
- Ingeniero - Travis Ference
- Productor ejecutivo - Brian Malouf
- Guitarra - Katie Cecil, Shae Padilla
- Masterizado por - Stephen Marcussen
- Mezclado por - Brian Paturalski, Brian Paturalski
- Director musical, productor [preproducción] - Greg Critchley
- Productor - Matthew Gerrard, Robbie Nevil
- Voces - Shelby Spalione, KSM